# Марусине (заказник)
Марусине — ландшафтний заказник місцевого значення. Оголошений відповідно до Розпорядження Вінницької ОДА від 22.12.1995 р. № 200. Розташований між селами Капки, Мазурівка і Марусине Тульчинського району Вінницької області. Охороняється ділянки північного схилу та днища балки крутизною понад 7°, де зростають водно-болотні  (пухівка піхвова), неморальні (анемона лісова) та лучно-степові види рослин (черсак, скабіоза, різні види бобових).
Тут також зростають рідкісні для району види: різні види дзвоників, півники болотяні, фіалка запашна, леопольдія тонкоцвіта.